# Sebastián Jurado
Sebastián Jurado Roca (ur. 28 września 1997 w Veracruz) – meksykański piłkarz występujący na pozycji bramkarza, od 2024 roku zawodnik Juárez.